# Hommage à Haydn
Hommage à Haydn è una composizione per pianoforte scritta da Claude Debussy nel 1909.

## Storia
La Revue Musicale decise di pubblicare un numero speciale per il mese di gennaio 1910 dedicato al ricordo di Franz Joseph Haydn a cento anni dalla morte. Jules Écorcheville, direttore della rivista, presentò richiesta per delle composizioni a sei musicisti: Maurice Ravel, Paul Dukas, Vincent d'Indy, Reynaldo Hahn, Charles-Marie Widor e Claude Debussy.
Ravel per l'occasione scrisse il Menuet sur le nom de Haydn, Dukas un Prélude élégiaque sur le nom de Haydn, d'Indy un Menuet, Hahn un Thème varié e Widor, che era un valente organista, compose una Fuga.
Debussy, all'inizio de 1909, fallito un tentativo di collaborazione con Djagilev per un balletto, fu ben felice di tornare a scrivere per pianoforte; compose un piccolo e semplice brano, The little Nigar, e poi, su richiesta di Ecorcheville, si dedicò a scrivere il suo Hommage à Haydn, pezzo più impegnativo, terminandolo nel mese di maggio.
La composizione fu pubblicata, insieme a quelle degli altri autori, il 15 gennaio 1910 sulla Revue Musicale con il titolo Sur le nom de Haydn. In seguito, sempre nel 1910, la pagina fu data alle stampe dall'editore Durand con il titolo di Hommage à Haydn. La prima esecuzione avvenne a Parigi alla Salle Pleyel per la Société Nationale de Musique l'11 marzo 1911 con l'interpretazione di Ennemond Trillat.

## Analisi
Il brano è costruito "sul nome di Haydn", motivo ottenuto con la trasposizione in note del nome del musicista austriaco secondo la denominazione in uso nei paesi tedeschi, per cui la nota La corrisponde alla lettera A via via fino al Sol che equivale alla G. Del nome Haydn sarebbero rimaste fuori la Y e la N per cui venne creata una nuova alfabetizzazione a opera della Societé Internationale de Musique; in tal modo le lettere di Haydn diventarono Si La Re Re Sol. Il brano è scritto come Movimento di valzer lento e si presenta piuttosto complesso nonostante i poco più di due minuti di durata. È costituito da un piccolo preludio a tempo di valzer lento che muta poi in uno scherzo incisivo con uno staccato ostinato della mano sinistra; si passa quindi a una terza parte più calma con ampi e suggestivi accordi che aprono a una brvissima ripresa, di sole due battute, del valzer iniziale.